# 梯顶县
梯顶县，又译迪登县，是缅甸钦邦下辖的一个县，县治梯顶。

## 历史沿革
2022年4月30日，缅甸政府以法兰县梯顶镇区和栋赞镇区析置梯顶县。

## 行政区划
梯顶县下辖2个镇区：
- 梯顶镇区（Tedim Township）
- 栋赞镇区（Tonzang Township）